# Calle Houston (Manhattan)
La Calle Houston (pronunciado [ˈhaʊstən] "haus-ton) es una carretera principal con sentido este-oeste del centro Manhattan. Cruza toda la ciudad a lo largo del borough de Manhattan, desde Pier 40 en el río Hudson, por la Terminal Autoportuaria en la calle Greenwich, hacia East River, y sirve como bordes de los barrios de Greenwich Village y SoHo en el West Side, y entre East Village y Lower East Side en el East Side. La numeración de las calles de Manhattan, creado como parte del Plan de los Comisarios de 1811, empezó inmediatamente al norte de la Calle Houston con la Calle 1 en la Avenida A, aunque la cuadriculación de las calles sólo siguió hasta la 13.ª Calle. Consultado el 12 de julio de 2007.

## Descripción de la calle
La Calle Houston empieza en el intercambiador con FDR Drive en East River Park. La calle empieza como una carretera dividida y se interseca con la calle Columbia y la Segunda Calle Este. La Avenida B -entre otras calles locales- se interseca con ésta.
Después de la intersección con Bowery, la Calle Houston se convierte en una calle regular de dos carriles. La calle Lafayette y Broadway se intersecan también con esta calle. Después de la intersección de Broadway, el este de la Calle Houston se conoce como la Calle Houston Oeste. Desde la Calle Houston Oeste, East Houston hacia la Sexta Avenida, fue renovada en 2007. Se interseca con la 6.ª Avenida en una curva en Greenwich Village. Al oeste de ese punto, la calle se encoge y se convierte en una solo carril con dirección oeste. La Calle Houston Oeste termina en la intersección con la calle Oeste y North River Pier 40.